# Supercoppa italiana 1998 (calcio femminile)
La Supercoppa italiana 1998 è stata la seconda edizione della competizione.
La sfida si è disputata sabato 5 settembre 1998 allo stadio comunale Daniele Mariotti di Montecatini Terme, dove si sono contrapposti il Modena (vincitore della Serie A 1997-1998) e il Milan (vincitore della Coppa Italia 1997-1998).
Dopo la conquista di due scudetti consecutivi e della prima edizione della Supercoppa dell'anno precedente, il Modena si presentò in campo con una squadra molto ridimensionata di sole 13 calciatrici (senza l'infortunata Katia Serra e soprattutto Federica D'Astolfo e Milena Bertolini, che abbandonarono improvvisamente il club il giorno prima, per mancato raggiungimento di accordi finanziari con il presidente) e poco allenata, consentendo così al Milan di segnare quattro reti e vincere agevolmente.

## Incontro
La partita si apre con la prima rete del Milan già al 6' minuto, segnata da Tagliacarne dopo un dubbio fallo di mano di Gazzoli in area su lancio di Madsen dalla destra. Le canarine tentano di reagire con tre tiri di Capo, Tommasi e Fiscardi, ma senza esito. Al minuto 29' il contropiede del Milan consente a Gazzoli di insaccare il bis per la squadra meneghina. 
Nel secondo tempo avviene il tracollo definitivo: dopo un buon inizio del Modena, al 51' il portiere Antonini respinge di pugno un cross da destra tirato da Ceroni, finendo su Iliano che segna a porta sguarnita. Il Modena cerca più volte di segnare il gol della bandiera, ma proprio allo scadere del tempo regolamentare Nicoli commette fallo in area di rigore su Tagliacarne e l'arbitro concede il rigore al Milan, trasformato da Madsen.

## Tabellino
| Arbitro: | Bravi (Macerata) |

|  |           |                                                            |
|  | Marcatori | 6’ Tagliacarne 29’ Gazzoli 51’ Illiano 90+2’ (rig.) Madsen |

| Modena | Milan |

### Formazioni
| Modena              |    |                     |     |             |
|                     |    |                     |     |             |
| P                   | 1  | Stefania Antonini   |     |             |
| D                   | 2  | Sara Nicolini       |     |             |
| D                   | 3  | Cristina Cassanelli |     |             |
| D                   | 4  | Raffaella Salmaso   |     |             |
| D                   | 5  | Ilenia Nicoli       |     | Ammonizione |
| C                   | 6  | Sandra Revello      |     |             |
| C                   | 7  | Anna Fiscardi       | 46’ |             |
| C                   | 8  | Anna Maria Mega     |     | Ammonizione |
| C                   | 9  | Sara Tommasi        |     | Ammonizione |
| A                   | 10 | Florinda Ciardi     |     |             |
| A                   | 11 | Capo                |     |             |
| A disposizione:     |    |                     |     |             |
| C                   | 13 | Valentina Buttini   | 46’ |             |
| D                   |    | ?                   |     |             |
| Allenatore:         |    |                     |     |             |
| Domenico Cannatello |    |                     |     |             |

| ACF Milan          |    |                      |     |
|                    |    |                      |     |
| P                  | 1  | Giorgia Brenzan      |     |
| D                  | 2  | Filomena De Vincenzo |     |
| D                  | 3  | Paola Zanni          |     |
| D                  | 4  | Stella La Capra      | 72’ |
| D                  | 5  | Cristina Murelli     |     |
| C                  | 6  | Fortuna Illiano      | 75’ |
| C                  | 7  | Federica Tamagnini   |     |
| C                  | 8  | Samantha Ceroni      |     |
| C                  | 9  | Silvia Tagliacarne   |     |
| A                  | 10 | Bonny Madsen         |     |
| A                  | 11 | Chiara Gazzoli       |     |
| A disposizione:    |    |                      |     |
| D                  |    | Sabrina Cortese      | 72’ |
| A                  |    | Simona Sodini        | 75’ |
| Allenatore:        |    |                      |     |
| Giancarlo Tabacchi |    |                      |     |